# Stefano Ferronato
Stefano Ferronato (Cortina d'Ampezzo, 29 dicembre 1968) è un giocatore di curling italiano, atleta del Curling Club Dolomiti.

## Carriera sportiva

### Nazionale
Ferronato esordì nel 1986 con la nazionale italiana junior di curling partecipando al campionato mondiale junior di Dartmouth, in Canada. Militò nella nazionale junior fino al 1990 prendendo parte a cinque campionati mondiali junior di curling.
Ha fatto inoltre parte della nazionale italiana di curling disputando un campionato mondiale nel 2005 a Victoria ed otto campionati europei di curling.
Con una decisione molto discussa è stato escluso dalla formazione che ha partecipato alle Olimpiadi di Torino, pur giocando nella stessa stagione il campionato europeo di curling con la squadra nazionale.
In totale Stefano ha giocato 81 partite con la nazionale assoluta su 127 totali con la maglia azzurra. Il miglior risultato dell'atleta è stato il 5º posto ottenuto agli europei di Sofia, in Bulgaria, nel 2004.
Il 15 marzo 1988 a Füssen, in Germania ovest, perdendo 0 a 16 contro la nazionale svizzera subisce la peggior sconfitta della nazionale italiana junior di curling di sempre.
CAMPIONATI
Nazionale assoluta: 81 partite
- Mondiali
  - 2005 Victoria ( Canada) 12°
- Europei
  - 1997 Füssen ( Germania) 13°
  - 1999 Chamonix ( Francia) 12°
  - 2000 Oberstdorf ( Germania) 12°
  - 2003 Courmayeur ( Italia) 8°
  - 2004 Sofia ( Bulgaria) 5°
  - 2006 Basilea ( Svizzera) 12°
  - 2008 Örnsköldsvik ( Svezia) 12°
  - 2009 Aberdeen ( Scozia) 10°

Nazionale junior: 46 partite
- Mondiali junior:
  - 1986 Dartmouth ( Canada) 10°
  - 1987 Victoria ( Canada) 10°
  - 1988 Füssen ( Germania Ovest) 10°
  - 1989 Markham ( Canada) 8°
  - 1990 Portage la Prairie ( Canada) 8°

### Percentuali
Il campionato in cui è registrata la miglior prestazione di Stefano con la squadra nazionale è l'europeo del 2004 disputato a Sofia. In questo caso c'è un'unica partita con percentuali registrata, contro la Francia (vinta 10-8) dove la precisione è dell'88%. Il campionato con la peggiore prestazione registrata è il campionato europeo del 2009 a Aberdeen. In questo campionato giocò con una percentuale media di precisione del 68%, toccando il minimo di 45% nella partita contro la Germania (persa 1-9).
- 2003 europeo di Courmayeur, precisione: 68% (skip)
- 2004 europeo di Sofia, precisione: 88% (skip)
- 2005 mondiale di Victoria, precisione: 72% (skip)
- 2009 europeo di Aberdeen, precisione: 68% (skip)

### Circuito WCT
Stefano ha vinto due volte con il Curling Club Dolomiti la prova finale del circuito europeo del World Curling Tour (WCT-E), ossia il più importante circuito internazionale di tornei di curling per club, paragonabile alla Coppa del Mondo di altre discipline sportive. La prova finale del circuito europeo si disputa annualmente a Praga, in Repubblica Ceca.
- Miglior piazzamento in classifica generale: 11º (2008)

VITTORIE
| Data               | Luogo | Paese     | Disciplina |
| ------------------ | ----- | --------- | ---------- |
| 26-28 gennaio 2007 | Praga | Rep. Ceca | M          |
| 1-3 febbraio 2008  | Praga | Rep. Ceca | M          |

### Campionati italiani
Ferronato ha preso parte ai campionati italiani di curling inizialmente con il Curling Club New Wave poi con il Curling Club Dolomiti ed è stato 8 volte campione d'Italia; nel campionato italiano assoluto di curling ha totalizzato 7 medaglie d'oro, 4 medaglie d'argento e una di bronzo. Ha inoltre vinto un'edizione dei campionati italiani junior di curling:
- Italiani assoluti:
- Italiani junior: